# Monsuno
Monsuno Juusen Battle Monsuno (獣旋バトル モンスーノ jūsenbatoru monsūno) er en amerikansk-japansk animeret action-eventyr-tv-serie, som blev sendt på Teletoon fra 2012 til 2015. Serien blev produceret af FremantleMedia. I Danmark havde serien premiere den 11. april 2012 fra Nickelodeon. Serien har 3 sæsoner.

## Handling
Da Chase finder ud af at hans far er væk, tager han på en mission for at finde sin far samt udforske Monsuno rigtige formål på jorden. Med på rejsen har han sine to bedste venner, Bren og Chase. Senere møder de også Beyal og Dax, som også bliver en del af holdet. De bliver senere kendt som Team CoreTech. På vejen møder og kæmper de mod stærke modstandere og hold.

## Hovedpersoner

### Chase
Chase er lederen af Team CoreTech og søn af Jeredy Suno. Han debuterer i "Clash", hvor han, Bren og Jinja prøver og finde ud af hvordan de kommer til laboratoriet, hvor Chases far sidst var set. Chase er viljestærk, kampklar og vil gøre alt for at hjælpe holdet. Han går tit forrest og har også en afklaret plan med hvad han og holdets næste træk er. Han har stor tillid og tiltro til både sine venner, men også de nye mennesker som han og holdet møder - dog tøver han heller ikke med at bakke ud hvis nogle går bag ham eller holdets ryg. Hans Monsuno og trofaste partner er Lock, som hans far efterlod i laboratoriet inden han forsvandt.

### Bren
Bren er Chases tætteste barndomsven. Han debuterer i "Clash", hvor han, Chase og Jinja prøver og finde ud af hvordan de kommer til laboratoriet, hvor Chases far sidst var set. Han er altid klar til at bevise sit sig selv ved at tale om hans egne evner og ideer - selv hvis de falder til jorden. Han er måske ikke den mest fysiske stærke del af gruppen, men til gengæld har han en nørdet personlighed indenfor teknologi, hvilket gør ham til den klogeste i gruppen. Hans første Monsuno er Quickforce, som han får I Jeredys laboratorium efter at have overtalt Jinja. Quickforce går desværre bort i en eksplosion, men får senere tildelt en ny Monsuno, som han kalder Neo Quickforce.

### Jinja
Jinja er en stærk, kampklar og viljestærk kvinde. Han debuterer i "Clash" hvor hun, Chase og Bren prøver og finde ud af hvordan de kommer til laboratoriet, hvor Chases far sidst var set. Jinja har et meget tæt forhold til Chase og Bren selvom der ofte er diskussioner mellem hende og Bren. Hun kæmper altid for retfærdighed og har stor intolerance for svindlere, løgner og tyve. Derudover er hun ikke bange for at diskutere med drengene når de kommer i problemer med deres fjender. Hendes første og primære Monsuno er Charger.

## S.T.O.R.M-medlemmerne

### Marshall Charlemagne
Hun debuterer i slutningen af "Clash", hvor Trey fortæller at de fandt Chase, men mistede ham i skoven, hvilket hun er meget skuffet over. Hun er lederen af S.T.O.R.M. Hun fortæller også at der snart kommer en krig samt at Chase og hans venner er deres fjender og de enten kan overgive sig eller blive elimineret. Charlemagne er en hård, hensynsløs og kold kvinde, som ikke accepterer fejl i hendes planer. Hun kører tingene med hård hånd og styrer så hun også en kæmpe hær af elitesoldater, køretøjer og fly.

### Trey
Han debuterer i "Clash", hvor han finder Chase og hans venner og opfordrer Chase til at give Lock til ham, hvilket Chase nægter. Han er en højtrangeret agent. Han kæmper mod Chase, men ender med at tabe til Chase. Trey er en streng, hård og hensynsløs person, som tager sit arbejde meget alvorligt. Han har derudover også selv en personlig mission, som er at følge Chase på meget tæt hold hele tiden.

### Jon Ace
Han debuterer i "Clash", hvor han sammen med Trey og S.T.O.R.M soldater opfordrer Chase til at spinne Locks Core ud for at flygte. Han er en tidligere kommandant for S.T.O.R.M, og har også arbejdet sammen med Jeredy Suno. Jon opfordrede Chase til at spinne Lock ud. Senere vælger han og forlade S.T.O.R.M for at allierer sig med Chase og hans venner, men vender senere tilbage til S.T.O.R.M, hvor han bliver den udnævnt som den nye kommandant Marschall.

### S.T.O.R.M-soldater
Han debuterer i "Clash", hvor de omringer Chase og hans venner efter han har taget Locks Core. Deres opgaver er at udføre de mest basale opgaver og overlade de vigtigste opgaver til elitesoldaterne. Soldaterne har ikke Monsunos som elitesoldaterne, men de har våbner.

### S.T.O.R.M-elite
Han debuterer i "Clash", hvor to af dem kæmper mod Chase på ordrer fra Trey efter Chase efter kastede Locks core ud. De taber dog begge til Chase. Elitesoldaterne er højere rangeret end soldaterne, hvilket giver dem lov til at bære og bruge Monsunos.

### Alpha
Han debuterer i Antithesis, hvor han og resten af Strike Squad kæmper mod Team CoreTech. Han er en del af S.T.O.R.M og lederen af S.T.O.R.M Strike Squad. Alpha kæmper mod Chase og vinder. Han er Chases modsætning - men har alligevel nogle af de samme karaktertræk som Chase som fx. hans konkurrence mentalitet.

### X-Ray
Han debuterer i Antithesis, hvor han og resten af Strike Squad kæmper mod Team CoreTech. Han er en del af S.T.O.R.M og S.T.O.R.M Strike Squad. Han kæmper mod Bren og vinder. Senere hvor holdet splitter sig op for at finde Team CoreTech finder han Bren, som sidder inde i en træstamme og gemmer sig. Hvad X-Ray ikke ved er at Bren har lagt en fælde for X-Ray, som han falder i. X-Ray er en meget nørdet person, og besidder også Monsuno Essensen, men den er dog ret svag.

### Tango
Hun debuterer i Antihesis, hvor hun og resten af Strike Squad kæmper mod Team CoreTech. Hun er en S.T.O.R.M og S.T.O.R.M Strike Squad. Hun kæmper mod Jinja og vinder. Senere hvor holdet splitter sig op for at finde Team CoreTech undervurderer hun Jinja, da hun tror hun kun er god med Monsuno, men straks finder hun ud af at hun også er god uden og taber. Tangos personlighed kan være kold og afvisende, men kan også være varm og kærlig.

### Kilo
Han debuterer i "Antithesis", hvor han og resten af Strike Squad kæmper mod Team CoreTech. Han er en del af S.T.O.R.M og S.T.O.R.M Strike Squad. Han kæmper mod Beyal og vinder. Senere hvor holdet splitter sig op for at finde Team CoreTech bliver han ramt af en blomst med søvndyssende støv som Beyal puster.

### Bravo
Han debuterer i Antithesis, hvor han og resten af Strike Squad kæmper mod Team CoreTech. Han er en del af S.T.O.R.M og S.T.O.R.M Strike Squad. Han kæmper mod Dax og vinder. Senere hvor holdet splitter sig op for at finde Team CoreTech finder han Dax som udfordrer ham til et spil kort. Han siger at hvis Bravo vinder må han slå ham, hvilket han går med til, men ender dog med at tabe til Dax.

## Eklipse-medlemmerne

### Dr. Emmanuel Klipse
Dr. Emmanuel Klipse debuterer kort i "Clash". hvor kun hans stemme høres. Han er lederen for organisationen Eklipse og Eklipse Resistance. Han observerer udviklingen mellem Chase og Lock, hvor han udtrykker sin interesse for dem. Han er en sindssyg, selvisk og hensynsløs person som er ude efter hævn over Jon Ace og Jeredy Suno for ikke se hans geniale ideer. Derudover drømmer han om at skabe en hær af Monsunos.

### Hargrave
Hargrave debuterer i "R.S.V.P", hvor han er skyld i at deres bus kører galt. Han er Emmanuel Klipse højre hånd. Han hilser på Chase og resten af holdet, hvorefter han giver ham en invitation til at mødes med Dr. Klipse. Han påpegede Chase at være præcis på klokkeslettet. Hargrave er loyal og vil gøre alt for at hjælpe Klipse. Han har en rygsæk med mekaniske arme, som han kan bruge til at bestige bjerge, boring af klipper samt lave te til Klipse.

### Six
Six debuterer i "Six", hvor han møder Team CoreTech. Han er en klon af Dr. Emmanuel Klipse og Chase Suno. I starten udgiver han sig for at være en person som CoreTech kan stole på, men efter noget tid vender han dem ryggen og fortæller samtidig at han er skabt af Klipse. Navnet "Six" kommer efter at Klipse havde brugt 5 forsøg på at lave en lignende kopi af og efter det 6. forsøg lykkedes det. Klipse har brugt Chases DNA til at gøre Six jævnaldrende med Chase samt få evnen til at kontrollerer Lock. Han omtaler også Klipse som "far".

### Medea
Medea debuterer i "Wicked", hvor hun bliver ansat af Klipse for at teste Chase Suno i kamp. Hun er lederen og dronningen af Dark Spin. Chase bliver lokket i en fælde ved at han hører en stemme som lyder til at være hans fars stemme som råber efter hjælp, men i virkeligheden er det 3 gamle optagelser som Jeredy havde med Jon Ace, som er blevet redigeret og lavet Hun er altid på jagt efter den ultimative modstander.

### Argius
Argius debuterer i "Wicked", hvor han og resten af Dark Spin lokker Chase i en fælde for at teste Chases kampevner. Her et medlem af Dark Spin. Navnet Argius er en reference til græsk mytologi, da Argius var en græsk mytologisk figur som havde brødrene Latinus og Telegonus. Argius er en høj og muskuløs mand, men han er ikke dog ikke særlig intelligent.

### Latinus
Latinus debuterer i "Wicked", hvor han sammen med resten af holdet lokker Chase i en fælde. Her et medlem af Dark Spin. Navnet Latinus er en reference til græsk mytologi, da Latinus var en mytologisk figur som havde brødrene Argius og Telegonus. Han er en slesk person med mørke tendenser, og derudover har han også tekniske færdigheder.

### Telegonus
Telegonus debuterer i "Wicked", hvor han sammen med resten af holdet lokker Chase i en fælde for at teste Chases kampevner. Telegonus er et medlem af Dark Spin. Navnet Telegonus er en reference til græsk mytologi, da Telegonus var en græsk mytologisk figur som havde brødrene Agrius og Latinus.

## Underground-medlemmerne

### Grandma Future
Grandma Future debuterer i "Underground", hvor Chase, Jinja og Bren håber på at hun ved noget om Jeredy. I starten ser ud til at være en hjertelig og hjertevarm bedstemor som vil hjælpe Chase og hans venner med sin søgen efter sin far, men det viser sig hurtigt at hun nok ikke ser så uskyldig som hun udgiver sig for. Hun følger Chase og hans venners bevægelser på tæt hold. Hun informerer også Mr. Black omkring Chases ankomst og udskælder ham også senere for at have fejlet.

### Hr. Black
Hr. Black debuterer i "Undergrunden" Han er søn af Grandma Future og bestyreren af Undergrunden Han har fået navnet efter hans ene sorte tand. Hr. Black er lusket, upålidelig og har en tendens til at snyde. Han overtaler Chase og hans venner til at deltage i turneringen, da han ved noget om hans far, hvilket i virkeligheden er løgn.

### Righty
Righty debuterer i "Undergrunden. Han er en af Mr. Blacks vagter samt tvillingebror til Lefty. Derudover ejer han en del af forretningen i Undergrunden og er desuden også en af de to vagter, som Jinja nedlagde for at få Monsuno Essensen.

### Lefty
Lefty debuterer i "Undergrunden". Han er en af Mr. Blacks vagter samt tvillingebror til Righty. Derudover ejer han den anden del af forretningen i Undergrunden og er desuden også en af de to vagter, som Jinja nedlagde for at få Monsuno Essensen.

### The Bookman
The Bookman debuterer i "Knowledge", hvor han hilser på Team CoreTech da de ankom til Tebab, hvorefter han inviterer dem på middag. Her viser han Chase og hans venner en ting, som han ikke kunne få op, men i virkeligheden har den en søvndyssende effekt. The Bookman er en bogholder for munkene ved Tebabs bibliotek. Han præsenterer sig selv som en meget anerkendt bogholder, hvilket hurtigt viser sig og være løgn. Han er arrogant, selvcentreret og så taler han hele tiden. Derudover finder han kun informationer, som han mener er vigtige, hvilket altid ender med nederlag og sidst men ikke mindst, så lærer han aldrig af sine fejl.

### Dom Pyro
Dom Pyro debuterer i "Hunted", hvor han først fanger Bren og herefter Dax. Dom kæmper mod Jinja og Bren og var overlegne mod dem begge i kampen. Dom er Eklipse lejesoldat. Han er en sindssyg galning som elsker at skabe frygt for Team CoreTech. Dom og Chase kæmper i en 1v1 i Center Templet, hvor Lock slår stolperne ned, så templet styrter ned over Dom.

## Desert Wolves-medlemmerne

### One-Eyed Jack
One-Eyed Jack debuterer i "Lost", hvor Lock bliver beordret til at gå. Da Chase og de andre finder ud af hvilke konsekvenser det kan have hvis Lock ikke kommer ind i hans core indenfor 8 minutter begynder de jagten på at finde Lock. Her møder de Desert Wolves, som har kontrolleret Lock. Han fortæller også om hans fortid fra dengang han var under S.T.O.R.M. og fik implementeret noget som gør at han kan kommunikerer og forstå Monsunos. Det var også under hans tid i S.T.O.R.M at der skete en livsændrende oplevelse, som gjorde at han mistede et øje samt en arm.

### Pozo
Pozo debuterer i "Lost", hvor han og de andre fra Desert Wolves kommer forbi en løsgående Lock. Pozo er et medlem af Desert Wolves. Han bærer en hammer, som bruges til at sende Monsuno Essensen ned i jorden.

### Bekka
Bekka debuterer i "Lost", hvor han og de andre fra Desert Wolves kommer forbi en løsgående Lock. Hun er en meget stille og tavs pige, og selvom hun ikke siger meget, så er hun stadig meget loyal til Pozo og Jack. Derudover er hun er datter af Mester Ey.

## Punk Monks-medlemmerne

### Professor Tallis
Professor Tallis debuterer i "Flash", hvor Punk Monks møder og kæmper mod Team CoreTech. Tallis er den øverste leder samt skaberen af nogle biomekaniske Monsunos som Punk Monks bruger i kamp.

### Drezz
Drezz debuterer i "Flash", hvor han I starten udgiver sig for at være en bange person som har oplevet nogle forfærdelige ting, men i virkeligheden er det en afledningsmanøvre for at få Team CoreTech i en fælde. Drezz er lederen af Punk Monks.

### Tinker
Tinker debuterer i "Flash", hvor han og resten af Punk Monks var med til at narre Team CoreTech i en fælde samt lave den destruktive bombe, som kunne have ødelagt en hel by.

### Throttle
Throttle debuterer i "Flash", hvor han og resten af Punk Monks var med til at narre Team CoreTech i en fælde samt lave den destruktive bombe, som kunne have ødelagt en hel by. Throttle er et af de kvindelige medlemmer af Punk Monks og Forge Resistance.

### Ratchet
Ratchet debuterer i "Flash", hvor han og resten af Punk Monks var med til at narre Team CoreTech i en fælde samt lave den destruktive bombe, som kunne have ødelagt en hel by.

## Hand of Destiny-medlemmerne

### Digby Droog
Digby Droog debuterer i "Bright". Han er en mystisk person, da han dukker op halvvejs gennem sæson 1. Man møder Droog første gang, da CoreTech og Desert Wolves kæmper på en togperron, hvor der pludselig kommer en mand med et våben og skyder mod Desert Wolves, så de laver en tilbagetrækning. Herefter forsvinder han igen. Droog var tidligere i Core-Tech, men har nu afsløret sig selv som et rumvæsen (den sidste af hans slags). Derudover er han også en del af Hand Of Destiny.

### Petros
Petros debuterer i "Mysterious", hvor han vil teste Chases kampevner i håb om at han kunne tilslutte sig Well of Insight og blive en keeper. Han var lederen af Hand Of Destiny indtil Droog kom. Petros prøvede og få fat i Pentoculus for at få evigt liv, men døde. Dog er det blevet vist at han overlevede, men nu som barn i stedet som voksen.

### Terz
Terz debuterer i "Mysterious", hvor hun og resten af Hand Of Destiny holder øje samt tester Chase kampevner for og se om han er værdig til at tilslutte sig dem. Hun var engang en voksen, men bliver et barn senere hen.

### Alistair
Alistair debuterer i "Mysterious", hvor hun og resten af Hand Of Destiny holder øje samt tester Chase kampevner for og se om han er værdig til at tilslutte sig dem. Dog går han bort senere.

### Christoph
Christoph debuterer i "Mysterious", hvor hun og resten af Hand Of Destiny holder øje samt tester Chase kampevner for og se om han er værdig til at tilslutte sig dem. Dog går han også bort senere.

### Dasha
Dasha debuterer i "Mysterious", hvor hun og resten af Hand Of Destiny holder øje samt tester Chase kampevner for og se om han er værdig til at tilslutte sig dem. Hun var ligesom nogle af de andre også en voksen i starten, men blev senere til et barn.

## Danske stemmer
- Simon Nøiers som Bren (sæson 1)
- Allan Hyde som Bren (sæson 2)
- Lasse Rimmer som Chase Suno
- Thomas Magnussen som Six